# Paragomphus cataractae
Paragomphus cataractae é uma espécie de libelinha da família Gomphidae.
Pode ser encontrada nos seguintes países: Namíbia, Zâmbia e Zimbabwe.
Os seus habitats naturais são: rios.
Está ameaçada por perda de habitat.